# Dioctria pollinosa
Dioctria pollinosa är en tvåvingeart som beskrevs av Friedrich Hermann Loew 1870. Dioctria pollinosa ingår i släktet Dioctria och familjen rovflugor. Inga underarter finns listade i Catalogue of Life.